# Promyšlennaja
Promyšlennaja è una cittadina della Russia siberiana meridionale (oblast' di Kemerovo); appartiene amministrativamente al rajon Promyšlennovskij, del quale è il capoluogo.
Sorge nella parte settentrionale della oblast', sulle sponde del fiume Inja.